# Philodromus marxi
Philodromus marxi este o specie de păianjeni din genul Philodromus, familia Philodromidae, descrisă de Keyserling, 1884. Conform Catalogue of Life specia Philodromus marxi nu are subspecii cunoscute.